# Закани, Алиреза
Алиреза Закани (перс. علیرضا زاکانی‎; род. 3 марта 1966, Рей, Тегеран) — иранский политический и государственный деятель. Консервативный политик и действующий мэр Тегерана. Являлся членом Исламского консультативного совета с 2004 по 2016 год, а также с 2020 по 2021 год. Владеет веб-сайтами Jahan News и Panjereh Weekly.
Дважды объявлял о желании баллотироваться на должность президента страны в 2013 и 2017 годах, но оба раза был дисквалифицирован Советом стражей конституции. Был кандидатом на президентских выборах 2021 года, но снял свою кандидатуру в пользу Ибрахима Раиси.

## Биография
Родился в 1965 году в Тегеране, провел свое детство и юность в этом городе. Дедушка Закани (по материнской линии) являлся жителем Тебриза, провинция Восточный Азербайджан. Его прадед по материнской линии был из Кашана, а его предки по отцовской линии жили в северных деревнях Тегерана. Его отцом был Хоссейн Закани, который отвечал за проведение юбилея Голамрезы Тахти в течение 28 лет.
В 2020 году Алиреза Закани был избран представителем жителей города Кум в Исламский консультативный совет, где являлся главой специального комитета по расследованию Совместного всеобъемлющего плана действий.
Ровно через три дня после того, как он был назначен мэром Тегерана, иранский юрист Мохаммад Салех Мефтах, начал проводить кампанию под названием «Требование об отмене указа о назначении мэра Тегерана», подал в суд на Алирезу Закани и попросил министра внутренних дел отменить это «незаконное назначение».